# Сємшов Ігор Петрович
І́гор Петро́вич Сємшо́в (нар. 6 квітня 1978 року, Москва, РРФСР) — колишній російський футболіст та тренер. Заслужений майстер спорту Росії (2008).

## Біографія

### Клубна кар'єра
Народився у Москві, де й почав робити перші кроки до футбольного визнання. Тренувався у СДЮШОР ЦСКА (Москва) під керівництвом Євгена Дулика, потім виступав за дублюючий склад армійців. Фактично, розкрив талант Сємшова Олександр Тарханов, який і почав залучати талановитого півзахисника до участі у матчах основного складу.
Саме Тарханов і покликав Ігора у 1998 році до московського «Торпедо», після того, як змушений був сам залишити ЦСКА. У новій команді Сємшов зміг повною мірою розкритися як футболіст, демонструючи з кожним матчем все більш впевнену гру, і поступово став справжнім лідером автозаводців. Багато в чому завдяки його зусиллям «Торпедо» в 2000 році стало третім у чемпіонаті Росії. У 2002 та 2003 році визнавався найкращим диспетчером чемпіонату, неодноразово був відзначений у опитуваннях вболівальників як найкращий гравець команди.
По закінченні сезону 2005 року Сємшов залишив «Торпедо» та підписав контракт з московським «Динамо». Не останню роль у цьому переході відіграла особистість головного тренера динамівців — з Юрієм Сьоміним Сємшов мав гарні стосунки ще з виступів за збірну. Гра у «Динамо» в наступному сезоні не йшла, однак команда зуміла зберегти прописку у вищому дивізіоні чемпіонату країни. Чого не скажеш про «Торпедо», яке без Семшова вперше у своїй історії опустилося в перший дивізіон. «Чорно-білі» виявилися лише на одну сходинку в турнірній таблиці нижче «Динамо», і цього цілком вистачило для вильоту команди з Прем'єр-ліги. У 2007 році керівництво клубу зробило певні висновки і запросило в команду нового тренера. Андрій Кобелєв зумів зробити з досвідчених футболістів боєздатний колектив, який у результаті фінішував на шостому рядку в турнірній таблиці. Велику роль у виході з кризи зіграв і Сємшов.
Відігравши три сезони у «Динамо», Ігор вирішив пристати на пропозицію «Зеніта», що минулого року тріумфував у Кубку УЄФА. Сезон у складі петербурзької команди склався для Сємшова доволі вдало — він мав постійну ігрову практику, завоював бронзу чемпіонату Росії, проте по завершенні сезону вирішив повернутися до Москви. Більш того — його «новим» клубом знову стало «Динамо».
Багато часу на адаптацію не знадобилось, так як тренерський штаб лишився той самий та й багато гравців були добре знайомі Ігору. Сємшов одразу довів своє право на місце у стартовому складі та додав у гру динамівців яскравих барв, що їх так не вистачало у минулому сезоні.

### Виступи у збірній
До складу молодіжної збірної почав залучатися ще у 20-річному віці, однак у складі національної команди Ігору вдалося дебютувати лише 17 травня 2002 року у поєдинку зі збірною Білорусі (1:1). У тому ж році Сємшов потрапив до заявки збірної на чемпіонат світу 2002 року, де провів два матчі з трьох.
2004 рік був відзначений ще одним великим міжнародним змаганням. Збірна Росії отримала путівку на Євро-2004 і Ігор Сємшов був одним з тих гравців, які мали захищати честь країни на зелених галявинах Португалії. Проте він всього лиш раз з'явився на полі і не зміг допомогти своїй збірній подолати бар'єр групового етапу.
Зате чотири роки потому Ігор був провідним гравцем головної команди Росії, відігравши усі п'ять матчів на турнірі та зробивши вагомий внесок у «бронзовий» успіх збірної.
Першим забитим м'ячем у складі «червоно-білих» Сємшов відзначився 12 серпня 2009 року у товариському матчі зі збірною Аргентини (2:3).

## Досягнення
Клубні трофеї
- Триразовий бронзовий призер чемпіонату Росії (2000,2008,2009)

Досягнення у збірній
- Бронзовий призер Чемпіонату Європи (2008)

Особисті досягнення
- Заслужений майстер спорту Росії (2008)[3]
- У списках «33 найкращих гравців чемпіонату Росії» (5): № 2 (2005,2008); № 3 (2002,2004,2007,2009)
- У 2002 році отримав приз газети «Комсомольська правда» «Чесна гра», а у 2008 році — титул «Джентльмен року»[4]
- Член Клубу Григорія Федотова[5]

## Цікаві факти
- Приз «Чесна гра» Сємшов отримав у 2002 році в тому числі і за те, що зупинив атаку власної команди в матчі проти «Спартака», коли гравець суперника залишився лежати на газоні після отриманої травми. Цей епізод змусив багатьох заговорити про те, що Ігор — один з небагатьох порядних людей в російському футболі. Однак у житті гравця було й інша подія. За кілька років до вручення нагороди в матчі проти новоросійського «Чорноморця» він наважився нагородити арбітра копняком під зад, оскарживши таким чином суддівське рішення.

## Сім'я
Батько — Петро Іванович Сємшов, працював тренером у ФШМ «Торпедо». Мати — Сємшова Віра Михайлівна, домогосподарка. Має сестру Христину. У шлюбі з дружиною Ларисою має двох дітей — доньку Вікторію та сина Віктора.